# ویلیام خنو
ویلیام خنو (۱۹۴۶ –۱۹۹۵) نوازنده پیانو و آهنگساز ایرانی آشوری‌تبار بود.

## زندگی
ویلیام خنو متولد ۱۳۲۵ در تهران، مسیحی آشوری بود. در نیمه دههٔ ۴۰ در ۲۰ سالگی به عرصهٔ هنر وارد شد. نوازندگی پیانو، تعدادی از آهنگ‌های آرام آن سال‌ها را ساخت. «زندون دل»، «همیشه غایب»، «غم تنهایی» و «ماهی خستهٔ من» با صدایفریدون فروغی و «صدای گریه میاد» را هوتن داروگر خواند.
سال ۱۳۵۵ به سوئد مهاجرت و ازدواج کرد. پس از انقلاب و راه‌اندازی بازار موسیقی لس‌آنجلس تصمیم گرفت به آمریکا برود. به آمریکا رسید، ولی بازار موسیقی ایرانی آمریکا به آهنگ‌های شاد گرایش داشت که در راست کاری خنو نبود. از طرفی با گروگان‌گیری در سفارت آمریکا، سخت‌گیری نسبت به ایرانی‌ها بیشتر شده بود و همین باعث شد به دلیل نقص مدارک اقامت آمریکا را ترک کند. پس از طلاق از همسر سوئدی‌اش ابتدا تصمیم گرفت با راه‌اندازی یک رادیوی تک‌نفره، از همان‌جا با مخاطبانش ارتباط برقرار کند. این اقدام هم موفقیت‌آمیز نبود و تصمیم می‌گیرد هر طور شده خودش را به آمریکا برساند و شانس باقی زندگی‌اش را در آنجا امتحان کند.
از اینجا به بعد، دو روایت وجود دارد؛ یکی اینکه تصمیم گرفت برای آن‌که پولی به دست آورد، به آفریقا رفت که از آنجا سنگ طلا و الماس به آمریکای مرکزی قاچاق کند و سپس به ایالات متحده عازم شود. دیگر حضور او در کشور «هندوراس» است؛ تا از آنجا به مکزیک رفته، سپس خود را به ایالات متحده برساند. روایت اول معتقد است «خنو» را عوامل مافیایی سر بریدند تا پول و اموالش را بالا بکشند، روایت دوم می‌گوید، او در یکی از کوچه‌های هندوراس برای تصاحب گردن‌بند طلایش مورد زورگیری قرار گرفت که پس از مقاومت، ضربه‌ای با سنگ بر سر «خنو» فرود آمد و در ۴۸ سالگی کشته شد. او به‌عنوان فردی بی‌کس و کار، طی یک مراسم خیرخواهانهٔ غریبانه در گورستان کلیسایی کاتولیک به خاک سپرده شد.

## ترانه‌شناسی
| خواننده      | نام ترانه              | ترانه‌سرا        | آهنگساز    | تنظیم         | آلبوم         |
| ------------ | ---------------------- | --------------- | ---------- | ------------- | ------------- |
| فریدون فروغی | زندون دل               | آرش سزاوار      | ویلیام خنو | منوچهر چشم‌آذر | زندون دل      |
| فریدون فروغی | غم تنهایی              | آرش سزاوار      | ویلیام خنو | ویلیام خنو    | زندون دل      |
| فریدون فروغی | همیشه غایب (مثل معجزه) | شهیار قنبری     | ویلیام خنو | واروژان       | زندون دل      |
| فریدون فروغی | ماهی خستهٔ من           | علی‌اصغر میرزالو | ویلیام خنو | واروژان       | زندون دل      |
| داریوش       | همیشه غایب             | شهیار قنبری     | ویلیام خنو | واروژان       | تک ترانه      |
| هوتن داروگر  | صدای گریه میاد         | مینا اسدی       | ویلیام خنو | ویلیام خنو    | صفحهٔ گرامافون |
| هوتن داروگر  | اسیر پاییز             | محمد مالمیر     | ویلیام خنو | ویلیام خنو    | صفحهٔ گرامافون |
| مهناز        | عزیزم قصه نگو          | ایرج جنتی عطایی | ویلیام خنو | ویلیام خنو    | صفحهٔ گرامافون |
| رامش         | جادهٔ غم                | مهجور           | ویلیام خنو | ویلیام خنو    | داغ داغ       |
| رامش         | عشق پوشالی             | ایرج جنتی عطایی | ویلیام خنو | ویلیام خنو    | تک ترانه      |
| گوگوش        | ماهی خستهٔ من           | شهیار قنبری     | ویلیام خنو | واروژان       | تک ترانه      |